# Secretaría de Derechos Humanos (Argentina)
La Subsecretaría de Derechos Humanos de la Argentina es una Subsecretaría que integra el Ministerio de Justicia de la Nación.

## Historia
Tras la presentación del informe Nunca más, el gobierno de Raúl Alfonsín creó la subsecretaría de Derechos Humanos, dependiente del Ministerio del Interior de la Nación, el 20 de septiembre de 1984 mediante el decreto 3090. El primer titular fue Eduardo Rabossi, quien provenía de la Asamblea Permanente por los Derechos Humanos. Durante la presidencia de Alfonsín, el área actuó como enlace entre los organismos de derechos humanos y la Comisión Nacional sobre la Desaparición de Personas (CONADEP).
Durante el gobierno de Carlos Menem, en 1991 la subsecretaría pasa a rango de Dirección Nacional de Derechos Humanos, encargándose de «recibir denuncias sobre discriminación o violaciones de derechos humanos así como promover el cumplimiento de las normas internacionales de derechos humanos». Como resultado de la presión de las Abuelas de Plaza de Mayo, en 1992 se creó la Comisión Nacional por el Derecho a la Identidad (CONADI), dependiente de la dirección de derechos humanos. En 1996 el área se convirtió en la Subsecretaría de Derechos Humanos y Sociales. Durante este período, las titulares fueron Alicia Pierini (entre 1991 y 1997) e Inés Pérez Suárez (entre 1997 y 1999).
En enero de 2000, Fernando de la Rúa colocó la subsecretaría en la órbita del Ministerio de Justicia y Derechos Humanos, nombrando en el cargo a Diana Conti. En febrero de 2002, Eduardo Duhalde elevó el organismo al rango de Secretaría.
En mayo de 2003, Néstor Kirchner designó frente a la secretaría a Eduardo Luis Duhalde, quien ocupó el cargo hasta su fallecimiento en 2012. Durante este período, el organismo crece, superando los 1000 empleados e incorporando temáticas y responsabilidades. Se crea una «red federal de observatorios de DDHH» y el organismo apoya los juicios por delitos de lesa humanidad. Su sucesor en el cargo fue Martín Fresneda, hijo de desaparecidos, quien incorpora temáticas como los asuntos indígenas.
El 2 de diciembre de 2015, Cristina Fernández de Kirchner inauguró la nueva sede de la Secretaría en el predio del Espacio Memoria y Derechos Humanos, donde funcionó la Escuela de Mecánica de la Armada. Allí funcionó durante la última dictadura cívico-militar un centro clandestino de detención, tortura y exterminio.
En enero de 2016, Mauricio Macri renombró el organismo como «Secretaría de Derechos Humanos y Pluralismo Cultural», designando a Claudio Avruj.
En diciembre de 2019, con el cambio de gobierno, el presidente Alberto Fernández designó a Horacio Pietragalla Corti, quién renunció a su banca en la Cámara de Diputados para asumir como nuevo Secretario de Derechos Humanos de la Nación. 

## Atribuciones
Según la ley de ministerios, la secretaría está encargada «de proteger y promover los derechos humanos de todas las personas que habitan el territorio argentino». Recibe denuncias y realiza el seguimiento de casos de violaciones a los derechos humanos de forma conjunta con organismos nacionales, provinciales, municipales y organizaciones civiles relacionadas. Busca formar, promover y difundir los derechos humanos.
Asiste al ministerio de justicia «en todo lo concerniente a la elaboración y ejecución de políticas y programas vinculados a los derechos humanos» y «coordina acciones con otros Ministerios del Poder Ejecutivo Nacional, el Poder Judicial, el Ministerio Público, la Defensoría del Pueblo y el Congreso de la Nación, así como también con organizaciones de la sociedad civil, en especial las organizaciones gubernamentales de derechos humanos».
También coordina las acciones del Consejo Federal de Derechos Humanos y representa al Estado Argentino ante  los organismos internacionales de derechos humanos.

## Estructura
Tiene dos subsecretarías:
- Secretaría de Derechos Humanos: Horacio Pietragalla Corti
  - Dirección Nacional de Coordinación Estratégica: Nicolás M. Rapetti
  - Dirección de Comunicación Estratégica: María Cecilia Conde
  - Delegación de Informática y Gestión de la Información en Derechos Humanos: Leandro Cicardi
  - Consejo Federal de Derechos Humanos: Agustín Di Toffino
  - Dirección Nacional de Políticas contra la Violencia Institucional: Mariano Przybylski
    - Dirección de Gestión de Casos de Violencia Institucional: Emiliano Quinteros

  - Subsecretaría de Protección y Enlace Internacional en Derechos Humanos: Andrea Pochak
    - Dirección de Gestión de Políticas Reparatorias: María Angélica Moreno
    - Dirección Nacional de Asuntos Jurídicos Nacionales en Materia de Derechos Humanos: Federico Sergio Efrón
      - Coordinación de Asistencia a Testigos Víctimas: Claudia Lencina
      - Dirección del Cuerpo de Abogados en Procesos de Verdad y Justicia: Paula Álvarez Carreras

    - Dirección Nacional de Protección de Grupos en Situación de Vulnerabilidad: Leonardo Gorbacz
      - Dirección del Centro de Asistencia a Víctimas de Violaciones de Derechos Humanos 'Dr. Fernando Ulloa: Laura Sobredo

    - Dirección Nacional de Asuntos Jurídicos Internacionales en Materia de Derechos Humanos: Gabriela Kletzel

  - Subsecretaría de Promoción de Derechos Humanos: Natalia Barreiro
    - Dirección Nacional de Sitios y Espacios de Memoria: Lorena Battistiol
    - Dirección Nacional del Centro Cultural de la Memoria 'Haroldo Conti: Lorena Berhet
    - Dirección Nacional de Formacion: Gabriela Alegre

### Organismos descentralizados
Asimismo dependen de la Secretaría:
- Comisión Nacional por el Derecho a la Identidad (CONADI)
- Instituto Universitario Nacional de Derechos Humanos Madres de Plaza de Mayo
- Centro Internacional para la Promoción de los Derechos Humanos (CIPDH)
- Espacio Memoria y Derechos Humanos (ESMA)

## Nómina de secretarios[13]
| Secretaría                             | N.º | Secretario                    | Partido                                      | Partido               | Periodo                                           | Presidente                                   |
| -------------------------------------- | --- | ----------------------------- | -------------------------------------------- | --------------------- | ------------------------------------------------- | -------------------------------------------- |
| Derechos Humanos                       | 1   | Oscar Luján Fappiano          |                                              | Partido Justicialista | 28 de febrero de 2002 - 25 de mayo de 2003        | Eduardo Alberto Duhalde                      |
| Derechos Humanos                       | 2   | Eduardo Luis Duhalde          |                                              | Independiente         | 25 de mayo de 2003 - 10 de diciembre de 2007      | Néstor Kirchner                              |
| Derechos Humanos                       | 2   | Eduardo Luis Duhalde          | 10 de diciembre de 2007 - 3 de abril de 2012 | Independiente         | Cristina Fernández de Kirchner                    |                                              |
| Derechos Humanos                       | -   | Luis Hipólito Alén (interino) |                                              | Independiente         | Cristina Fernández de Kirchner                    | 22 de marzo de 2012 - 15 de mayo de 2012     |
| Derechos Humanos                       | 3   | Martín Fresneda               |                                              | Independiente         | Cristina Fernández de Kirchner                    | 15 de mayo de 2012 - 10 de diciembre de 2015 |
| Derechos Humanos y Pluralismo Cultural | 4   | Claudio Avruj                 |                                              | Propuesta Republicana | 10 de diciembre de 2015 - 10 de diciembre de 2019 | Mauricio Macri                               |
| Derechos Humanos                       | 5   | Horacio Pietragalla Corti     |                                              | Partido Justicialista | 10 de diciembre de 2019 - 10 de diciembre de 2023 | Alberto Fernández                            |
| Derechos Humanos                       | 6   | Alberto Baños                 |                                              | Independiente         | 10 de diciembre de 2023 - 2025                    | Javier Milei                                 |